# John Deely
John Deely (Chicago, 26 de abril de 1942 — Greensburg (Pensilvânia), 7 de janeiro de 2017) foi um semiólogo e filósofo norte-americano. 

## Biografia
Foi titular da cadeira de semiótica no Saint Vincent College de Latrobe, Pensilvânia. Antes disso, ele ocupou a cadeira de pós-graduação na Rudman Philosophy da Universidade de São Tomás, Texas. Ensinou temporariamente na Universidade de Tartu.
Seus estudos dizem respeito ao papel da semiose na mediação de objetos. Ele investigou especificamente a maneira pela qual a experiência em si é uma estrutura dinâmica (ou teia) tecida de relações triádicas (signos no sentido estrito) cujos elementos ou termos (representamen, significantes e interpretantes), trocam posições e papéis ao longo do tempo em um espiral de semiose. Ele foi diretor executivo da Sociedade Semiótica da América em 2006-2007.
Deely estabeleceu o argumento de que a ação dos signos se estende ainda mais que a vida, e que a semiose como influência do futuro desempenhou um papel na formação do universo físico antes do advento da vida, um papel para o qual Deely cunhou o termo fisiosemiose.
Em seu mais recente trabalho, Medieval Philosophy Redefined, Deely emprega a noção de semiótica de Charles Sanders Peirce como uma ciência cenoscópica para mostrar como a “Era Latina”, de Santo Agostinho a João de São Tomás, marcou o primeiro florescimento da consciência semiótica que acabou sendo eclipsada pela “virada subjetiva” (e mais tarde pela “virada linguística” e subconsequentemente pela “filosofia analítica”), que Thomas Sebeok chamou de período “criptosemiótico”. O completo retorno à consciência semiótica, argumenta Deely, foi lançado pelo trabalho de Charles S. Peirce, sobretudo pela sua obra On a New List of Categories.

## Publicações
- “Theses on Semiology and Semiotics”, The American Journal of Semiotics 26.1–4 (2010), 17–25.
- Introducing Semiotic: Its History and Doctrine (Indiana Univ., 1982).
- Semiótica Básica/Basics of Semiotics, 1st ed., originalmente publicado simultaneamente em inglês e português (em inglês) (Bloomington, IN: Indiana University Press, 1990) (em português) (Semiótica Basica, trans. Julio Pinto and Julio Jeha [São Paulo, Brazil: Atica Editora]).[5]
- Four Ages of Understanding (Univ Toronto: 2001)
- What Distinguishes Human Understanding (St. Augustine's: 2002)
- The Impact on Philosophy of Semiotics (St. Augustine's: 2003)
- Intentionality and Semiotics (Scranton: 2007)
- Descartes & Poinsot: The Crossroads of Signs and Ideas (Scranton: 2008)
- Augustine & Poinsot: The Semiotic Development (Scranton: 2009)
- Semiotic Animal (St. Augustine's: 2010)
- Semiotics Seen Synchronically: the View from 2010 (LEGAS: 2010)
- Medieval Philosophy Redefined: The Development of Cenoscopic Science, AD354 to 1644 (From the Birth of Augustine to the Death of Poinsot) (University of Scranton: 2010).
- Purely Objective Reality (De Gruyter Mouton: 2011)
- Semiotics Continues to Astonish. (De Gruyter Mouton: 2011) (Com Paul Cobley, Kalevi Kull e Susan Petrilli.)